# Tanjung Priok (Dżakarta Północna)
Tanjung Priok – dzielnica Dżakarty Północnej. Zlokalizowany jest w niej między innymi największy port morski w Indonezji. 

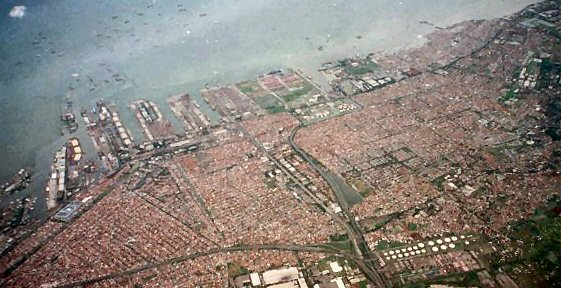
Widok z lotu ptaka na Tanjung Priok

## Podział
W skład dzielnicy wchodzi siedem gmin (kelurahan):
- Tanjung Priok – kod pocztowy 14310
- Kebon Bawang – kod pocztowy 14320
- Sungai Bambu – kod pocztowy 14330
- Papanggo – kod pocztowy 14340
- Warakas – kod pocztowy 14340
- Sunter Agung – kod pocztowy 14350
- Sunter Jaya – kod pocztowy 14350